# Katja Iversen
 Der er for få eller ingen kildehenvisninger i denne artikel, hvilket er et problem. Du kan hjælpe ved at angive troværdige kilder til de påstande, som fremføres i artiklen.

Katja Iversen (født 9. september 1969 i Sørvad) er CEO for Museum for the United Nations - UN Live. Hun er også forfatter, rådgiver til virksomheder og verdensledere, og har udgivet bogen Kvinde Kend Dit Netværk. Katja Iversen har modtaget talrige priser, inklusiv et æres-doktorat, og blev i 2018 også udnævnt til Årets Dansker.

## Opvækst
Iversen er vokset op i den lille by Sørvad i Vestjylland i Danmark som barn af to tilflyttende skolelærere. Hun var en aktv sportspige især indenfor svømning, ligesom hun var meget aktiv i Operation Dagsværk. Efter gymnasiet flyttede hun til København og startede på RUC.

## Karriere
Katja's første internationale job var hos FAO i Rom, hvor hos boede i fire år. Siden har hun været kommunikationschef i Sex & Samfund, haft sit eget kommunikationsbureau, arbejdet som kampagne og medie koordinator i FNs Befolkningsfond, UNFPA, og som chef for Strategisk Kommunikation og Advocacy i UNICEF. Derigennem fik hun kontakt til grundlæggeren af Women Deliver, Jill Sheffield, hvor hun blev CEO i 2014, og siden President/CEO.
Hun var i perioden 2014-2019 rådgiver til Clinton Global Initiative på sundhed og ligestilling.
I 2018 blev hun medlem af Premierminister Trudeau's G7 Ligestillings Råd, og i 2019 af Præsident Macron's samme.
I 2018 blev hun udnævnte til UNILEVER's Global Sustainability Advisory Council, hvor hun sad til 2023. 
Hun har også været rådgiver til The Graca Machel Foundation og indtil 2023 rådgiver til World Economic Forum.
I dag sidder hun i Global Health 50/50,  Women Political Leaders, og King's College's Women's Leadership Institute's Advisory Councils , samt i bestyrelsen for 4LifeSolutions.
I 2023 tiltrådte hun som CEO for Museum for the United Nations - UN Live.

## Hædersbevisninger
Iversen modtog 6. december 2018 Berlingske Tidendes pris som Årets Dansker
I 2019 blev hun listet i Top 20 af Apolitical's liste over verdens mest indflydelsesrige personer indenfor ligestilling.
I 2019 blev hun også udnævnte til Copenhagen Goodwill Ambassador , hvad hun stadig er.
I 2022 fik hun tildelt et æres-doktorat for sin store indsats for at knytte kulturelle bånd mellem mennesker, samt fik en Women of the Decade award fra Women Economic Forum.
I 2025 fik hun den Canadiske LeadHer Legacy Award. 

## Kontroverser

### Kontrovers i Women Deliver
I juni 2020, i forbindelse med Black Lives Matter, trådte fire tidligere medarbejdere i Women Deliver frem og beskrev, hvad de kaldte en racistisk arbejdskultur. Katja Iversen gik på orlov, mens en uafhængig undersøgelse pågik. Denne opsummerede, at organisationen var vokset hurtigt, at der var et højt arbejdstempo, samt at en del af personalet havde oplevet et dårligt arbejdsmiljø. Den pegede også på, at ansvaret ikke lå hos een person, ligesom den ikke anbefalede, at nogen fratrådte. Efter undersøgelsen, blev Katja Iversen inviteret tilbage til Women Deliver, men hun valgte at fratræde sin stilling  for at give plads til nye kræfter.

## Udgivelser
- Kvinde kend dit netværk sammen med  Lisbeth A. Bille, ISBN 9788772003757